# Rennrodel-Juniorenweltmeisterschaften 2014
Die 29. Juniorenweltmeisterschaft im Rennrodeln wurde im Februar 2014 in Innsbruck-Igls in Österreich ausgetragen. 
Die Wettkämpfe fanden am 1. und 2. Februar statt.

## Ergebnisse

### Einsitzer der Juniorinnen
| Rang | Sportlerin             | Nationalität                 | Endzeit      |
| ---- | ---------------------- | ---------------------------- | ------------ |
| 1    | Andrea Vötter          | Italien                      | 1:21.180 min |
| 2    | Sandra Robatscher      | Italien                      | 1:21.235 min |
| 3    | Julia Taubitz          | Deutschland (Oberwiesenthal) | 1:21.312 min |
| 7    | Jessica Tiebel         | Deutschland                  | 1:21.485 min |
| 8    | Karolin von Schleinitz | Deutschland                  | 1:21.513 min |
| 12   | Nina Prock             | Österreich                   | 1:21.813 min |
| 15   | Natalie Maag           | Schweiz                      | 1:21.813 min |

### Einsitzer der Junioren
| Rang | Sportler               | Nationalität             | Endzeit      |
| ---- | ---------------------- | ------------------------ | ------------ |
| 1    | Toni Gräfe             | Deutschland (Ilmenau)    | 1:41.473 min |
| 2    | Christian Paffe        | Deutschland (Hallenberg) | 1:41.496 min |
| 3    | Alexander Stjopitschew | Russland                 | 1:41.637 min |
| 4    | David Gleirscher       | Österreich               | 1:41.678 min |
| 7    | Sebastian Bley         | Deutschland (Suhl)       | 1:42.057 min |
| 38   | Svante Kohala          | Schweden                 |              |

### Doppelsitzer der Junioren
| Rang | Sportler                          | Nationalität | Endzeit      |
| ---- | --------------------------------- | ------------ | ------------ |
| 1    | Thomas Steu Lorenz Koller         | Österreich   | 1:21.328 min |
| 2    | Florian Gruber Simon Kainzwaldner | Italien      | 1:21.557 min |
| 3    | Florian Löffler Manuel Stiebing   | Deutschland  | 1:21.638 min |

### Junioren Team-Staffelwettbewerb
| Rang | Nation             | Sportler                                                                        |
| ---- | ------------------ | ------------------------------------------------------------------------------- |
| 1    | Österreich         | Nina Prock, David Gleirscher, Thomas Steu / Lorenz Koller                       |
| 2    | Vereinigte Staaten | Summer Britcher, Tucker West, Justin Garret Krewson / Tristan Jeskanen          |
| 3    | Russland           | Lilia Burmistrova, Alexander Stjopitschew, Jewgeni Jewdokimow / Alexei Groschew |

### Medaillenspiegel
| Rang | Nation             | Gold | Silber | Bronze | Gesamt |
| ---- | ------------------ | ---- | ------ | ------ | ------ |
| 1    | Österreich         | 2    | 0      | 0      | 2      |
| 2    | Italien            | 1    | 2      | 0      | 3      |
| 3    | Deutschland        | 1    | 1      | 2      | 4      |
| 4    | Vereinigte Staaten | 0    | 1      | 0      | 1      |
| 5    | Russland           | 0    | 0      | 2      | 2      |